# Замутовський потік
Замутовський потік (словац. Zámutovský potok) — річка; права притока Топлі, протікає в окрузі Вранов-над-Теплою.
Довжина приблизно 14.0-17.5 км. Витік знаходиться в масиві Солоні гори (геоморфологічна підодиниця Шімонка — схил гори Шімонка) на висоті приблизно 785—790 метрів.
Протікає територією сіл Замутов і Чаклов. Впадає в Топлю на висоті приблизно 125—127 метрів.